# Tschlin
Tschlin foi uma comuna da Suíça, no Cantão Grisões, com 448  habitantes. Estendia-se por uma área de 75,08 km², de densidade populacional de 6 hab/km². Confinava com as seguintes comunas: Curon Venosta (IT-BZ), Nauders (AT-7), Pfunds (AT-7), Ramosch, Samnaun, Spiss (AT-7).
A língua oficial nesta comuna era o Romanche.
Em 1 de janeiro de 2013, passou a formar parte da nova comuna de Valsot.

## História
Apesar de que foram encontrados objetos da Idade da Pedra e da Idade do Bronze em Tschlin, a primeira menção à vila data do século X. Neste século, o bispo Hildibald presenteou ao capítulo religioso  de Coira uma casa de fazenda em Tschlin. Na Idade Média, Tschlin estava sob a autoridade de Ramosch. A igreça de St. Blasius foi contrauída em 1515, no estilo gótico. Em 1545, a Reforma Protestante alcançou a vila, e, em 1574-1582, o reformador e historiador Ulrich Campbell trabalhou em Tschlin. Em 1856, um incêndio destruiu parte da vila, incluindo a Igreja de São João Batista. A igreja não foi reconstruída, porém a torre da igreja ainda pode ser observada na vila.

## Geografia
Tschlin tem uma área de 75,1 km². Deste total, 28,7% é utilizado na agricultura, enquanto 34,7% é ocupado por florestas. Do resto do território, 1,3% é ocupado por construções (estradas ou rodovias), e o restante (35,3%) é abrangido por áreas não-produtivas (rios, geleiras ou montanhas).
A comuna está localizada no sub-distrito de Ramosch do distrito de Inn. Consiste na vila de Tschlin em uma colina sobre a margem esqueda do rio Inn, as seções de Strada e Martina, e os povoados de San Niclà, Chlafur, Sclamischot e Vinadi.
Até 1943, Tschlin era conhecida como Schleins. As comunas de Ramosch e Tschlin estão considerando uma fusão no futuro, que criaria a nova comuna de Valsot.

## Demografia
A população de Tschlin (em 31 de dezembro de 2010) é de 448 habitantes. Em 2008, 6,3% da população era composta por estrangeiros.
A evolução histórica da população é apresentada pela tabela a seguir:
| year | population |
| ---- | ---------- |
| 1835 | 665        |
| 1850 | 571        |
| 1900 | 553        |
| 1930 | 648        |
| 1950 | 590        |
| 1960 | 553        |
| 1970 | 499        |
| 1980 | 431        |
| 1990 | 515        |
| 2000 | 392        |
| 2010 | 448        |

## Idiomas
De acordo com o censo de 2000, a maior parte da população fala romanche (71,4%), sendo o alemão o segundo idioma mais comum (25,5%), e o servo-croata  aparencendo em terceiro, sendo falado por 1,0% dos habitantes da comuna.
| Idiomas em Tschlin |               |               |               |               |               |               |
| Idiomas            | Censo de 1980 | Censo de 1980 | Censo de 1990 | Censo de 1990 | Censo de 2000 | Censo de 2000 |
| Idiomas            | Número        | Percentual    | Número        | Percentual    | Número        | Percentual    |
| Romanche           | 362           | 83.99 %       | 313           | 60.78 %       | 280           | 71.43 %       |
| Alemão             | 64            | 14.85 %       | 130           | 25.24 %       | 100           | 25.51 %       |
| Italiano           | 4             | 0.93 %        | 33            | 6.41 %        | 3             | 0.77 %        |
| População          | 431           | 100 %         | 515           | 100 %         | 392           | 100 %         |

## Bens culturais de importância nacional e regional
O  Museu Stamparia da Strada  é classificado como as a Swiss bem cultural suíço de importância nacional e regional.

## Galeria

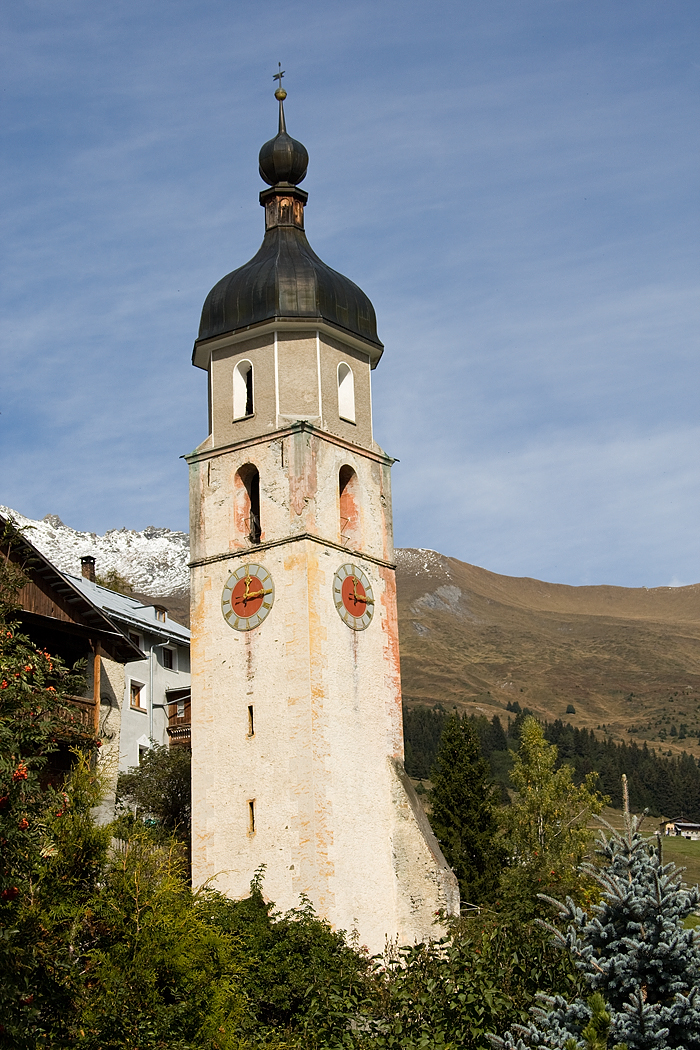
Torre da Igreja de São João Batista
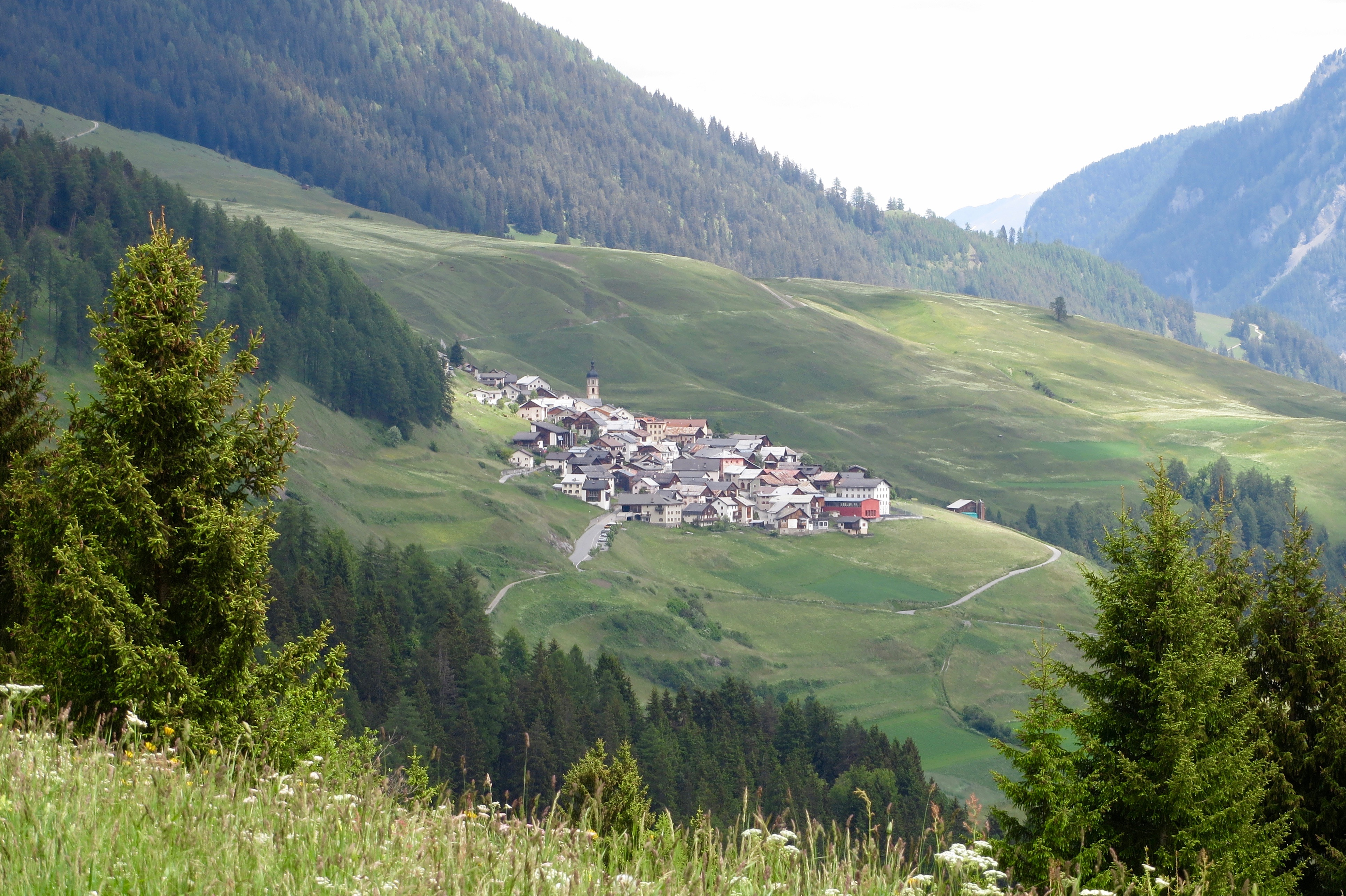
Tschlin